# حزب سبز ارمنستان
حزب سبز ارمنستان (به ارمنی: Հայաստանի Կանաչների կուսակցություն)، که با نام حزب اجتماعی-اکولوژیک نیز شناخته می‌شود، یک حزب سیاسی سبز در ارمنستان است.

## تاریخچه
این حزب در فوریه ۱۹۹۹ توسط آرمنک داولاتیان، یک عضو سابق حزب کنگره ملی ارمنستان، تأسیس شد. این حزب در حال حاضر در مجلس ملی ارمنستان نمایندگی سیاسی ندارد و به عنوان یک نیروی اپوزیسیون خارج از پارلمان عمل می‌کند.

## ایدئولوژی
این حزب نیروی اصلی سیاست‌های سبز در ارمنستان است و به‌طور فعال برای حفاظت بیشتر زیست‌محیطی در سراسر کشور کمپین می‌کند. با این حال، رهبر حزب داولاتیان تأیید کرد که محیط‌زیست‌گرایی تنها مسئله مهم برای حزب نیست. این حزب توسعه اقتصادی، کاهش سطح مهاجرت به خارج و حمایت از اتحاد بیشتر بین ارمنستان و دیاسپورای ارمنی را تشویق می‌کند. در طول جنگ ناگورنو قره‌باغ ۲۰۲۰، داولاتیان خواستار پایان دادن به مداخله خارجی در ارمنستان و افزایش حمایت ارمنستان از جمهوری آرتساخ شد.

## سوابق انتخاباتی
این حزب به‌طور مستقیم در انتخابات مجلس ارمنستان ۲۰۱۲ شرکت نکرد، اما حزب از طریق ارتباط سیاسی با حزب کنگره ملی ارمنستان، که ۷ کرسی در مجلس ملی ارمنستان کسب کرد، نمایان می‌شد.
قبل از انتخابات ریاست جمهوری ارمنستان ۲۰۱۳، حزب اعلام کرد که به دلیل نگرانی از فساد و تقلب انتخاباتی شرکت نخواهد کرد. این حزب از هرانت باگراتیان، رهبر حزب آزادی حمایت کرد.
حزب انتخابات مجلس ارمنستان ۲۰۱۷ را بایکوت کرد.
این حزب در انتخابات شورای شهر ایروان ۲۰۱۸ به عنوان بخشی از «ائتلاف جامعه ایروان» با ائتلاف لیبرال‌های ایدئولوژیک شرکت کرد. ائتلاف به جایگاه نهم رسید و کمتر از ۱٪ از آرای عمومی را به دست آورد؛ بنابراین، حزب نتوانست هیچ کرسی‌ای در شورای شهر ایروان کسب کند.
قبل از انتخابات مجلس ارمنستان ۲۰۱۸، حزب اعلام کرد که در انتخابات شرکت خواهد کرد و با گزینه‌های تشکیل ائتلاف سیاسی با دیگر احزاب باز است. اما در نهایت، حزب نتوانست ثبت نام کند و شرکت نکرد. پس از انتخابات، داولاتیان اظهار داشت که به‌طور کلی از نخست‌وزیر تازه انتخاب شده نیکول پاشینیان راضی است و امیدوار است که روحیه انقلاب مخملی ارمنستان ۲۰۱۸ ادامه یابد.
حزب سبز تأیید کرد که در انتخابات مجلس ارمنستان ۲۰۲۱ به عنوان بخشی از ائتلاف وطن آزاد شرکت خواهد کرد. پس از انتخابات، ائتلاف وطن آزاد تنها ۰٫۳۲٪ از آرای عمومی را به دست آورد و نتوانست هیچ کرسی‌ای در مجلس ملی کسب کند.

## فعالیت‌ها
در سال ۲۰۱۱، حزب سبز ارمنستان در کنفرانس حزب سبزهای اروپا که در پاریس برگزار شد، شرکت کرد.
در اکتبر ۲۰۱۱، اعضای حزب مخالفت شدید خود را با ساخت یک سد برق‌آبی در آبشار ترچکان در شمال ارمنستان ابراز کردند. اعضای حزب نگران بودند که آبشار ۲۵ متری و جنگل‌های اطراف آن در صورت ساخت سد جدید در محل پیوستن دو رودخانه بین مناطق شیراک و لوری در معرض خطر قرار گیرند. به دلیل فشار عمومی، نخست‌وزیر تیگران سرکیسیان اعلام کرد که کار بر روی سد باید متوقف شود و آبشار ترچکان به وضعیت محافظت شده خواهد رسید.
در مارس ۲۰۱۲، حزب از دولت ارمنستان خواست تا میزان فضاهای سبز محافظت شده در کشور را افزایش دهد، از جمله در پایتخت، ایروان. همچنین در سال ۲۰۱۲، حزب بیانیه‌ای صادر کرد که خواستار افزایش تلاش‌های جنگل‌کاری و محدود کردن گسترش گسترش شهری شد.
در نوامبر ۲۰۱۵، حزب سبز ارمنستان در یک ابتکار از جانب سبزهای جهانی شرکت کرد که در آن حزب به همراه ۴۰ حزب سبز دیگر در سراسر جهان بیانیه‌ای مشترک امضا کرد و متعهد شد تا انتشار گازهای گلخانه‌ای را کاهش دهد.
در دسامبر ۲۰۲۰، آرمنک داولاتیان با رئیس‌جمهور ارمنستان، آرمن سرکیسیان دیدار کرد تا دربارهٔ وضعیت سیاسی کشور گفت‌وگو کند.